# Piz Chalchagn
O Piz Chalchagn é um cume dos Alpes suíços que se encontra na Engadine no cantão dos Grisões e situado na maciço Bernina.
A Nordeste encontra-se o La Spedla que é o ponto culminante do Piz Bernina.